# Оливейра, Вильям Артур де
Вилья́м Арту́р де Оливе́йра (порт.-браз. William Artur De Oliveira; род. 20 октября 1982, Сан-Бернарду-ду-Кампу, Сан-Паулу, Бразилия) — бразильский футболист, игравший на позиции защитника. Завершил карьеру игрока в 2015 году, по состоянию на 2023 год — ассистент главного тренера «Зенита».

## Карьера
Дебютировал в российской премьер-лиге 21 марта 2009 в «Амкаре» в матче против «Крыльев Советов», став первым бразильским игроком в истории «Амкара»
13 февраля 2010 года перешёл в «Шинник» на правах аренды, однако после первого круга сменил команду.
В конце июля 2010 года заключил контракт с брянским «Динамо». Почти весь остаток года провёл в залечивании травм. По итогам голосования болельщиков «Динамо» разделил с Дмитрием Голубовым звание лучшего игрока команды.
7 июля 2012 года было объявлено, что Оливейра подписал двухлетний контракт с ФК «Уфа», став первым легионером в истории клуба. Сезон 2013/2014 начал с капитанской повязкой. Неоднократно признавался болельщиками «Уфы» лучшим игроком месяца.
В 2015 году решил закончить карьеру и стал тренером и переводчиком «Уфы».

## Галерея

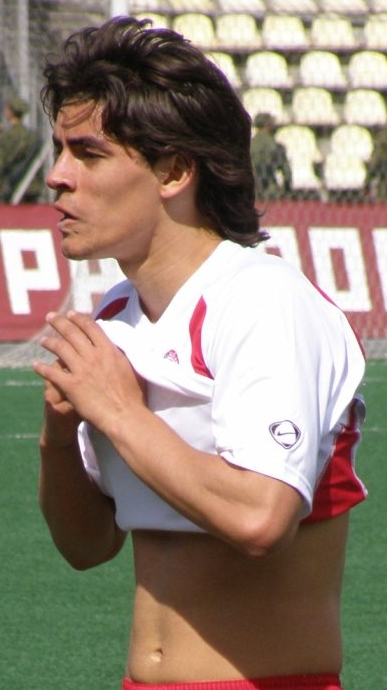
Вильям Оливейра в составе «Амкара», 2009 год
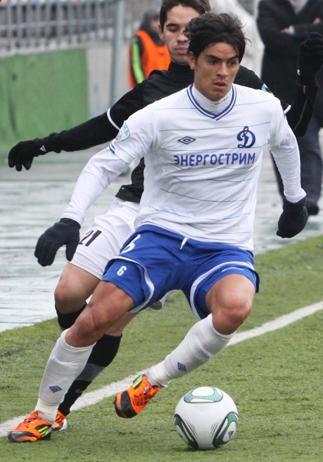
Вильям Оливейра в составе «Динамо» Брянск, 2012 год